# Patricia Gualinga
Patricia Gualinga Montalvo es una defensora de los derechos humanos y de los derechos de los indígenas integrantes de la etnia kichwa de Sarayaku, un territorio en la Región Amazónica del Ecuador.

## Activismo
Gualinga es la Directora de Relaciones Internacionales de Kichwa First People de Sarayaku.
Ha jugado un papel importante en la lucha por los derechos indígenas. Gualinga es portavoz de muchos proyectos ambientales.
Dirigió el grupo de mujeres del Pueblo durante seis años. También trabajó para fortalecer la organización de las mujeres en la comunidad; organizó talleres y guarderías para mujeres que asisten a los talleres para aprender a hablar por la comunidad, responder a los medios y responder a los argumentos de las industrias y los gobiernos.
En 2018, se unió a la Cumbre de Cambio Climático de la COP23, Gualinga tuvo la oportunidad de hablar sobre las comunidades amazónicas en Alemania, ampliando sus conexiones y su causa.
Gualinga trabaja para proteger al pueblo Kichwa de la comunidad de Sarayaku de las violaciones de los derechos humanos que resultan de los proyectos de extracción de petróleo de las empresas chinas en sus tierras.
Es portavoz de la propuesta dirigida por los indígenas 'Kawsak Sacha' o 'Bosque vivo', que exige la protección legal de la Amazonía ecuatoriana.

## Corte Interamericana de Derechos Humanos
En 2012, Gualinga fue una de las representantes en un caso presentado ante la Corte Interamericana de Derechos Humanos (Corte IDH). La comunidad ganó este caso. El gobierno ecuatoriano fue declarado culpable de violaciones de derechos autorizadas a la exploración petrolera y la militarización de las tierras de Sarayaku sin consultar a la comunidad.

## Amenazas
El 5 de enero de 2018, su hogar fue atacado por un individuo desconocido. La persona arrojó piedras, rompió ventanas y gritó amenazas de muerte.
Muchos defensores de los derechos indígenas han denunciado anteriormente amenazas y hostigamiento como consecuencia de su trabajo de derechos humanos.